# Isole Jokangskie
Le isole Jokangskie o Iokangskie (in russo Острова Йокангские o Иокангские, ostrova Jokangskie o Iokangskie) sono un gruppo di isole russe bagnate dal mare di Barents.
Amministrativamente fanno parte del circondario della città chiusa di Ostrovnoj dell'Oblast' di Murmansk, nel Circondario federale nordoccidentale.

## Geografia
Le isole sono situate nella parte centro-meridionale del mare di Barents, nella parte nordorientale della penisola di Kola, tra il golfo Svjatonosskij (di cui costituiscono il lato ovest) e la terraferma. Da quest'ultima sono separate dallo stretto Zapadnyj (пролив Западный) e dallo stretto Jokangskij Rejd (пролив Йокангский Рейд) e da essa distano, nel punto più vicino, circa 90 m.
Si tratta di 8 isole principali e parecchi tra scogli e ludy che si sviluppano in direzione nordovest-sudest per una lunghezza di circa 11 km e una larghezza massima di poco più di 3 km. Sull'isola maggiore (isola di Vitte) si raggiunge l'altezza massima di 72,6 m s.l.m. Di fronte alle isole, sulla terraferma, si trova la città chiusa di Ostrovnoj. Sono isole rocciose con il lato rivolto al golfo molto frastagliato rispetto a quello rivolto alla terraferma. Sono soggette a variazioni di marea di circa 3 m

### Le isole
Da nordovest a sudest le isole sono:
- Isola Čajačij (остров Чаячий), è un'isola ovale lunga 1,4 km[5] e larga 940 m[6] al centro. L'altezza massima è di 50,4 m s.l.m.[1] È separata da Vitte dallo stretto di Vitte (пролив Витте). (68°05′34.7″N 39°26′48.3″E)
- Isola Kekur (остров Кекур), è un isolotto di 250 m[7] di lunghezza e 180 m[8] di larghezza, situato nella parte meridionale dello stretto di Vitte, tra Čajačij e Vitte, a 65 m dalla prima e 90 m dalla seconda. (68°05′12.86″N 39°27′25.7″E)
- Isola di Vitte (Остров Витте), è l'isola al centro del gruppo, nettamente più grande di tutte le altre, nonché quella con l'elevazione massima. È lunga 4 km[9] e larga 1,25 km.[10] (68°04′41.15″N 39°30′17.2″E)
- Isola Sal'nyj (остров Сальный), 170 m a sudest di Vitte, oltre lo stretto Malye Vorota (пролив Малые Ворота) che le separa, è un'isola lunga 735 m[11] e larga 490 m.[12] La sua altezza massima è di 23,1 m s.l.m.[1] Lungo la costa nordest si trova un gruppo di scogli senza nome.[1] (68°03′55″N 39°33′11.45″E)
- Isola Medvežij (остров Медвежий), seconda per grandezza nel gruppo, è lunga 2,1 km[13] e larga 880 m.[14]  Dista da Sal'nyj 1,4 km e da essa è separata dallo stretto Bol'šie Vorota (пролив Большие Ворота). L'altezza massima è di 36,7 m s.l.m.[1] Nella parte sudorientale è presente un piccolo lago.[1] (68°03′34.5″N 39°37′05″E)
- Isola Pervyj Osušnoj (остров Первый Осушной), 200 m a est di Medvežij, oltre lo stretto omonimo (пролив Медвежий) e 1806 m dalla terraferma, si trova all'imboccatura della piccola baia Nerpič'ja (губа Нерпичья) e a 350 m da capo Korovij (мыс Коровий) sulla penisola Novolok Ištnjargij (полуостров Наволок Иштняргий); è la più orientale del gruppo ed è lunga 700 m[15] e larga 325 m.[16] L'altezza massima è 15,7 m s.l.m. A nordovest si trovano un isolotto e alcuni scogli senza nome.[1] (68°03′05.8″N 39°38′51.35″E)
- Isola Zelënyj (остров Зелёный), poco a nord dell'imboccatura della baia della Jokanga (губа Йоканга), è un'isola a forma di ferro di cavallo, vagamente quadrata, lunga e larga circa 650 m[17] con un'insenatura al centro rivolta verso sud.[1] L'altezza massima è di 8,9 m s.l.m. (68°02′20″N 39°37′25″E)
- Isola Vtoroj Osušnoj (остров Второй Осушной), la più meridionale del gruppo e la più vicina alla terraferma, si trova all'ingresso della baia della Jokanga e dista 640 m da Zelënyj. È un isolotto lungo 315 m[18] e largo 300 m[19] (68°01′45″N 39°36′57″E)

## Storia
Sono state descritte per la prima volta nel 1779 dagli ufficiali della fregata Evstafij (Евстафий).
Attualmente non c'è una popolazione residente sulle isole; agli inizi del XX secolo sono state utilizzate come basi per la pesca alla platessa.